# Ma Cốc Bảo Triệt
Ma Cốc Bảo Triệt (zh: 麻谷寳徹, ja: Mayoku Hōtetsu, ?-?) là Thiền sư Trung Quốc, môn đệ của Thiền sư Mã Tổ Đạo Nhất. Sư có đệ tử ngoại quốc hiệu là Vô Nhiễm đã có công sáng lập phái Thánh Trụ Sơn trong hệ thống Cửu Sơn Thiền ở Triều Tiên.

## Cơ duyên và hành trạng
Không biết sư quê quán ở đâu. Theo Cảnh Đức Truyền Đăng Lục thì sư đến tham vấn với Thiền sư Mã Tổ và được đại ngộ. Cơ duyên được ghi lại như sau: 
Một hôm sư hỏi Mã Tổ: "Thế nào là Đại Niết-bàn?", Mã Tổ nói: "Gấp". Sư nói: "Gấp cái gì?", Mã Tổ nói: "Xem nước". Ngay đó sư liền bừng tỉnh.
Ngoài ra sư cũng rất thân thiết với đệ tử của Thạch Đầu Hi Thiên là Đan Hà Thiên Nhiên. Ngày nọ, sư cùng Đan Hà đang dạo núi, thấy cá lội trong nước bèn lấy tay chỉ. Đan Hà nói:" Thiên Nhiên! Thiên Nhiên!". Qua ngày hôm sau sư hỏi Đan Hà: "Ngày hôm qua ý ấy thế nào?". Đan Hà bèn rướn người làm dạng như nằm, Sư nói: "Ối trời ôi!".
Lại lần khác sư cùng Đan Hà đi đến núi Ma Cốc. Sư nói: "Mỗ đây sẽ trụ trong này đấy". Đan Hà nói: "Trụ thì đồng ý thôi, nhưng có còn cái kia không?". Sư nói: "Tạm biệt". Sư ở tại núi Ma Cốc, Bồ Châu khai hóa thuyết pháp cho đến khi viên tịch

## Pháp ngữ
Đệ tử của Quốc sư Huệ Trung là Thiền sư Đam Nguyên từng đến thăm và có thực hiện Pháp chiến (ja. hossen) với sư. Đam Nguyên hỏi: "Quan Âm mười hai mặt là phàm hay là Thánh?". Sư đáp: "Là Thánh". Đam Nguyên liền tát sư một bạt tai. Sư nói: "Biết ông không tới cảnh giới đó".
Có tăng hỏi: "Mười hai phần giáo mỗ đây không nghi, nhưng thế nào là chỉ ý Tổ sư từ Tây lại?". Sư bèn đứng lên, dùng gậy quơ một vòng quanh mình, kiểng một chân lên hỏi: "Lãnh hội không?". Tăng không lời đối đáp, sư bèn đánh.